# Room Raiders
Room Raiders é um programa de televisão estadunidense exibido na MTV dos Estados Unidos e por vez exibido nos outros países através desta mesma emissora. No Brasil é exibido pelo canal MTV Brasil, dentro da faixa de programação MTV Gringa.

## Enredo
O programa consiste em apresentar uma mulher, geralmente jovem, invadindo o quarto de três homens, também jovens, em busca de achar prós e contras no meio do cômodo. Através disso, ela escolherá o rapaz, ainda desconhecido, levando em conta a organização do quarto. Daí vem o nome Room Raiders.